# Dacia Spring
Dacia Spring este primul model electric al mărcii românești Dacia. Modelul a fost lansat pe piață în 2021 sub numele de spring adică primăvară în limba engleză. Informația a fost confirmată în timpul unei prezentări la conferința de presă în care au fost comunicate rezultatele financiare ale grupului Renault pe 2019.
Aceasta este prima oară când Renault menționează într-un document oficial lansarea unui model electric sub marca Dacia. Informația a apărut pe un slide care prezinta planurile grupului Renault pe următorii ani.
Modelul citadin cu propulsie electrică de la Dacia este o versiune europeană a lui Renault City K-ZE, un crossover de segment A care exista deja pe piața din China. Prezentarea oficială a variantei de pre-serie a avut loc pe 3 martie 2020.
Mașina avea, inițial, două versiuni: una pentru consumatori și una pentru ride-sharing. Deosebirile erau de ordin estetic, modelul pentru consumatori venind cu accente portocalii și stopuri cu semnătură luminoasă specifică Dacia, în formă de „Y”, în timp ce modelul pentru ride-sharing venea cu accente albastre și stopurile de pe Renault K-ZE.
Modelul este asamblat în China.

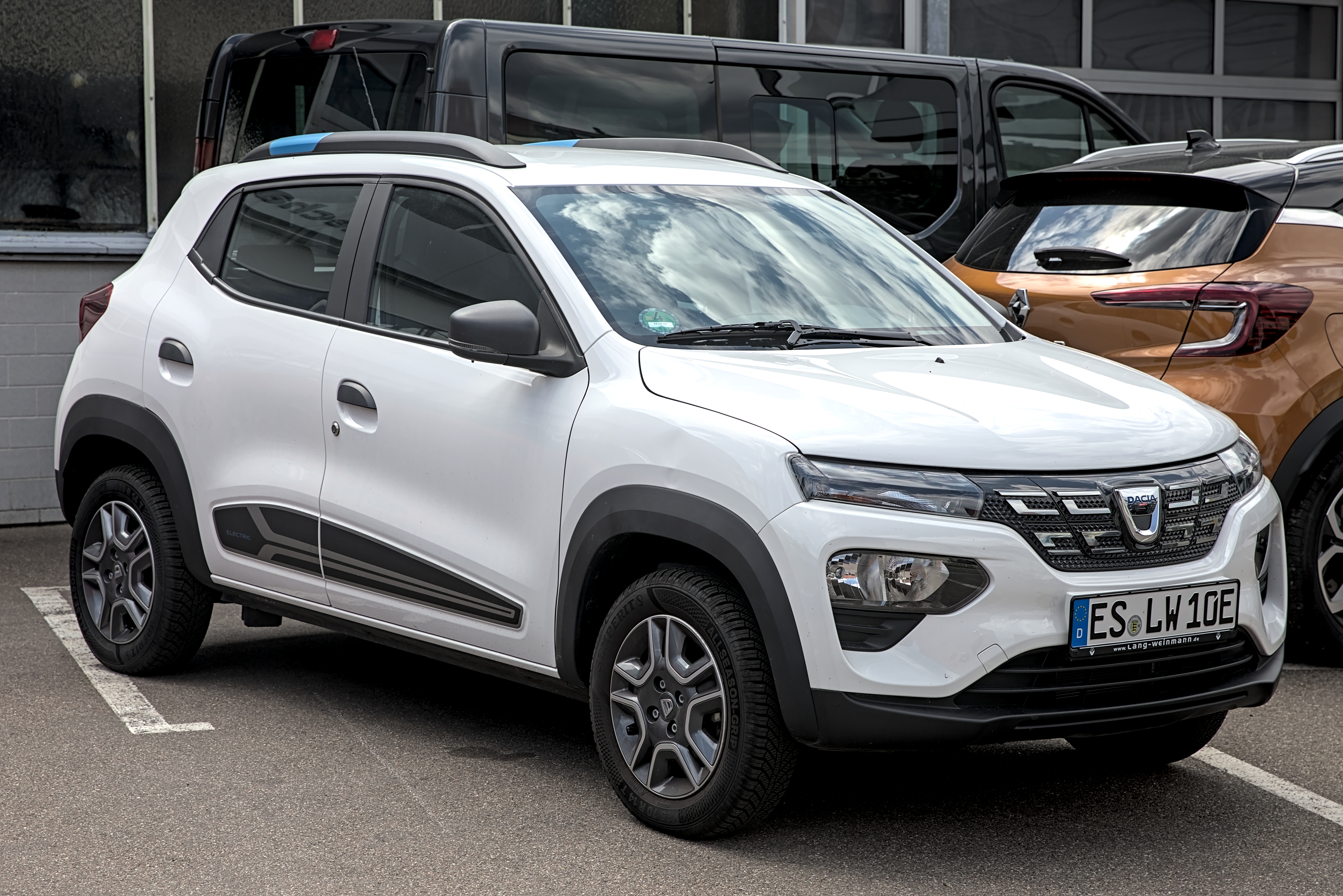
Partea din față a Dacia Spring 2021, versiunea pentru ride-sharing
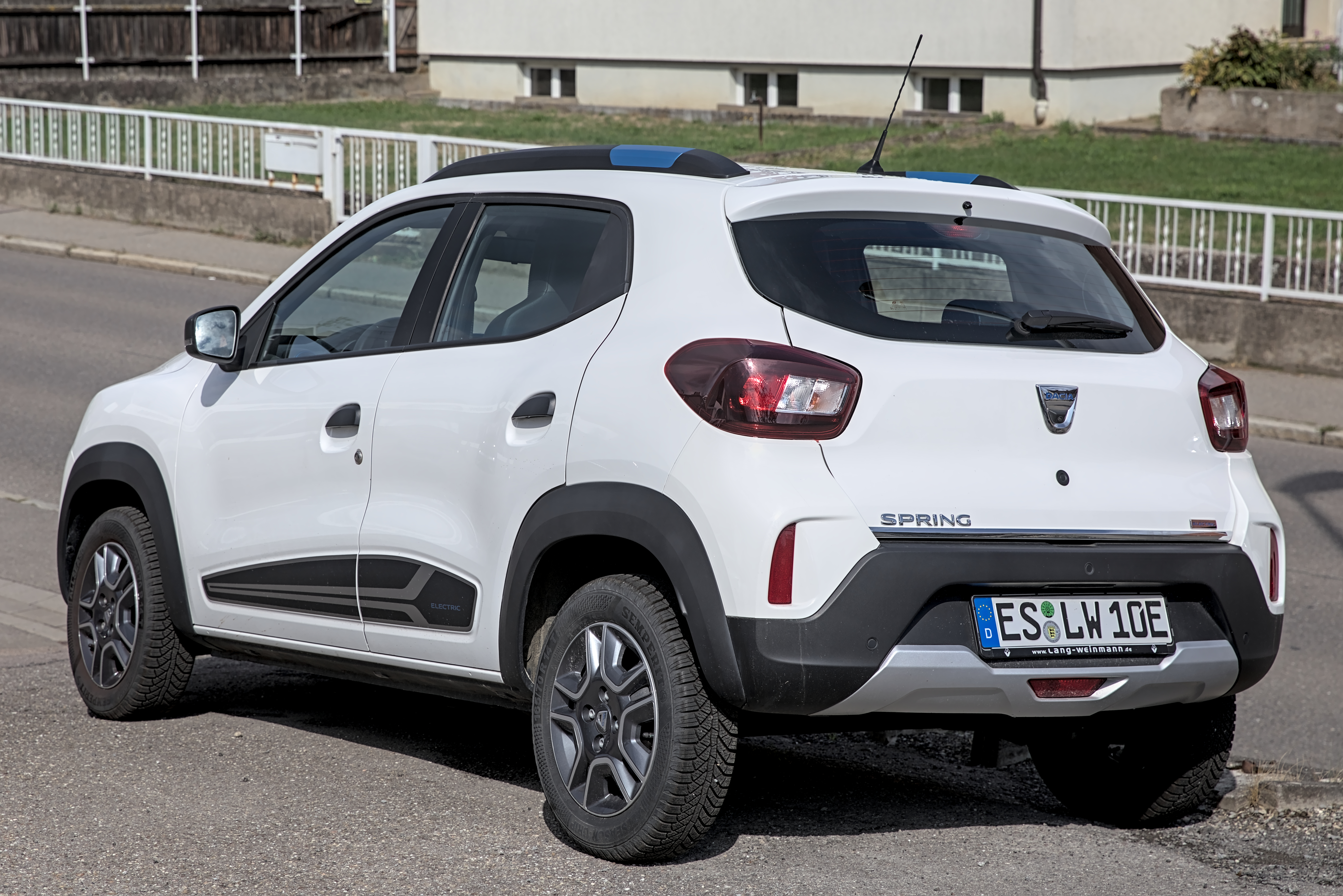
Partea din spate a Dacia Spring 2021, versiunea pentru ride-sharing
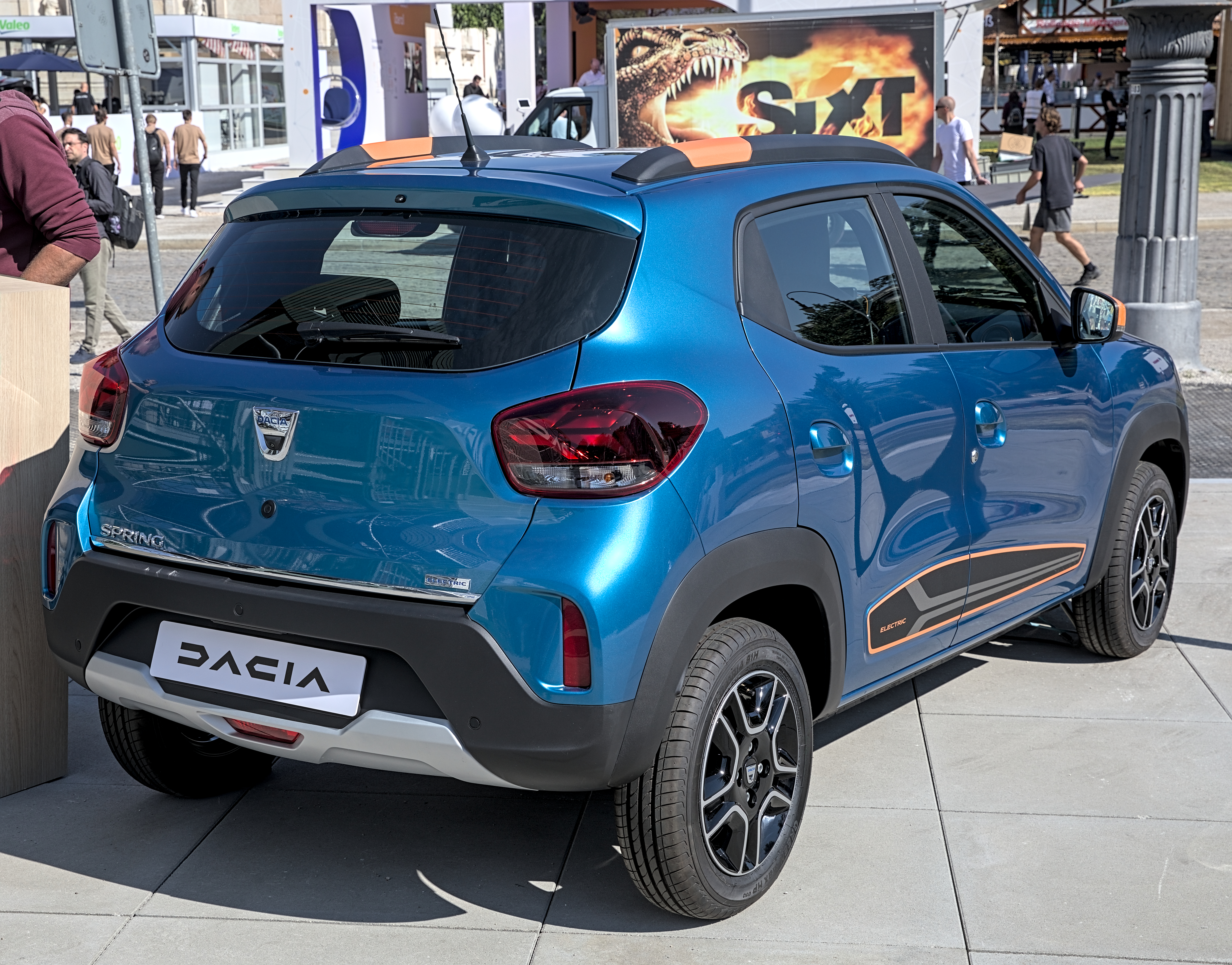
Partea din spate a Dacia Spring 2021, versiunea pentru consumatori

### Restilizare
În iunie 2022, Dacia a aunțat o restilizare a tuturor modelelor care să introducă noua identitate vizuală a brandului. Astfel, pentru 2023, modelul Spring a primit o grilă cu design nou care încorporează logo-ul „Dacia Link” iar siglele vechi de pe volan și portbagaj au fost înlocuite de logotipul Dacia. A fost lansată și o nouă culoare pentru acest model, Lichen Kaki. 
Accentele portocalii au rămas disponibile, dar opționale.
În ianuarie 2023, Dacia a lansat o versiune Extreme, care a mărit puterea motorului de la 45cp la 65cp. Aceasta a adus și schimbări de design, precum elemente topografice pe protecțiile de plastic ale ușilor și utilizarea noii culori de accent „Copper Brown”, care a înlocuit elementele portocalii.

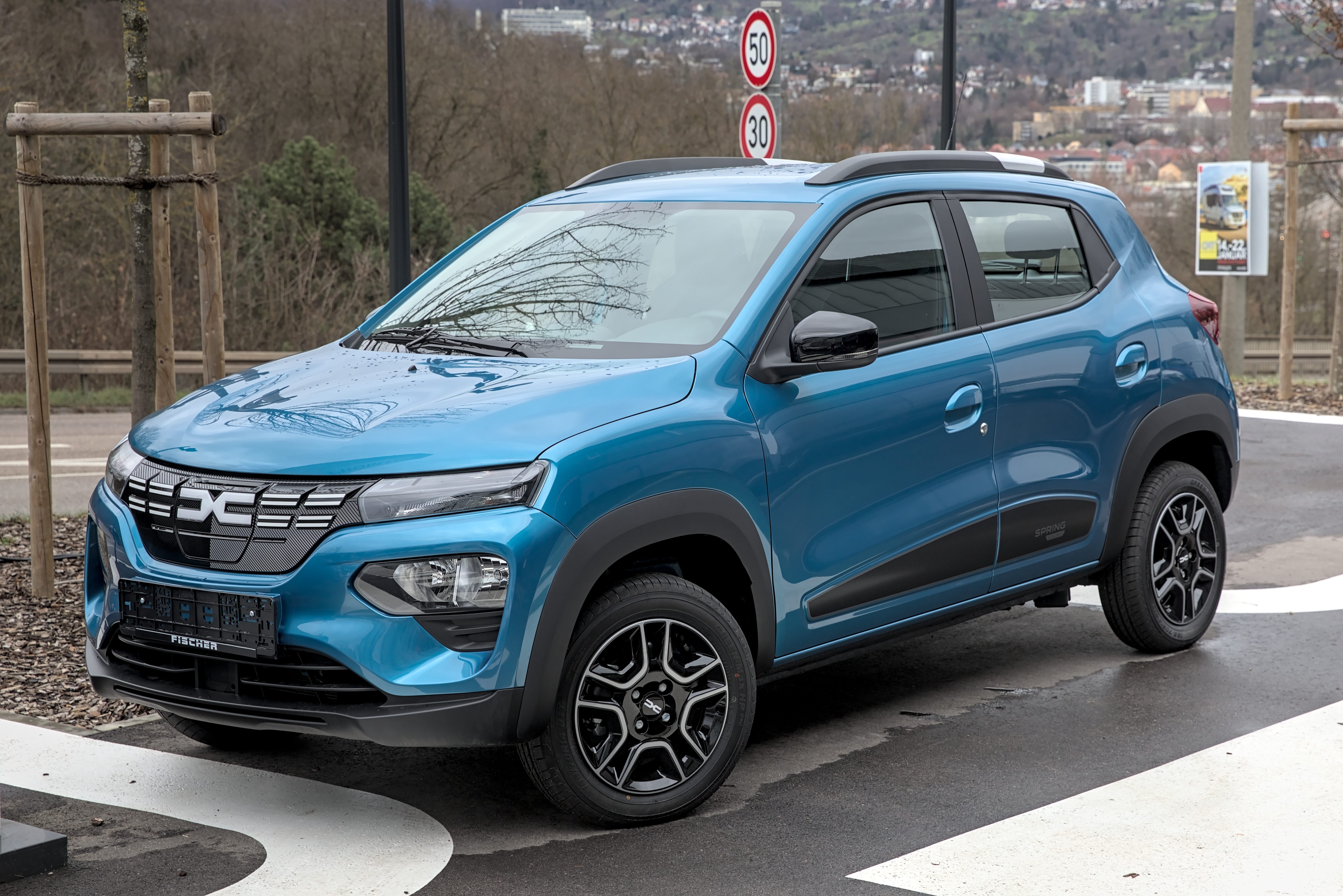
Partea din față a Dacia Spring 2023
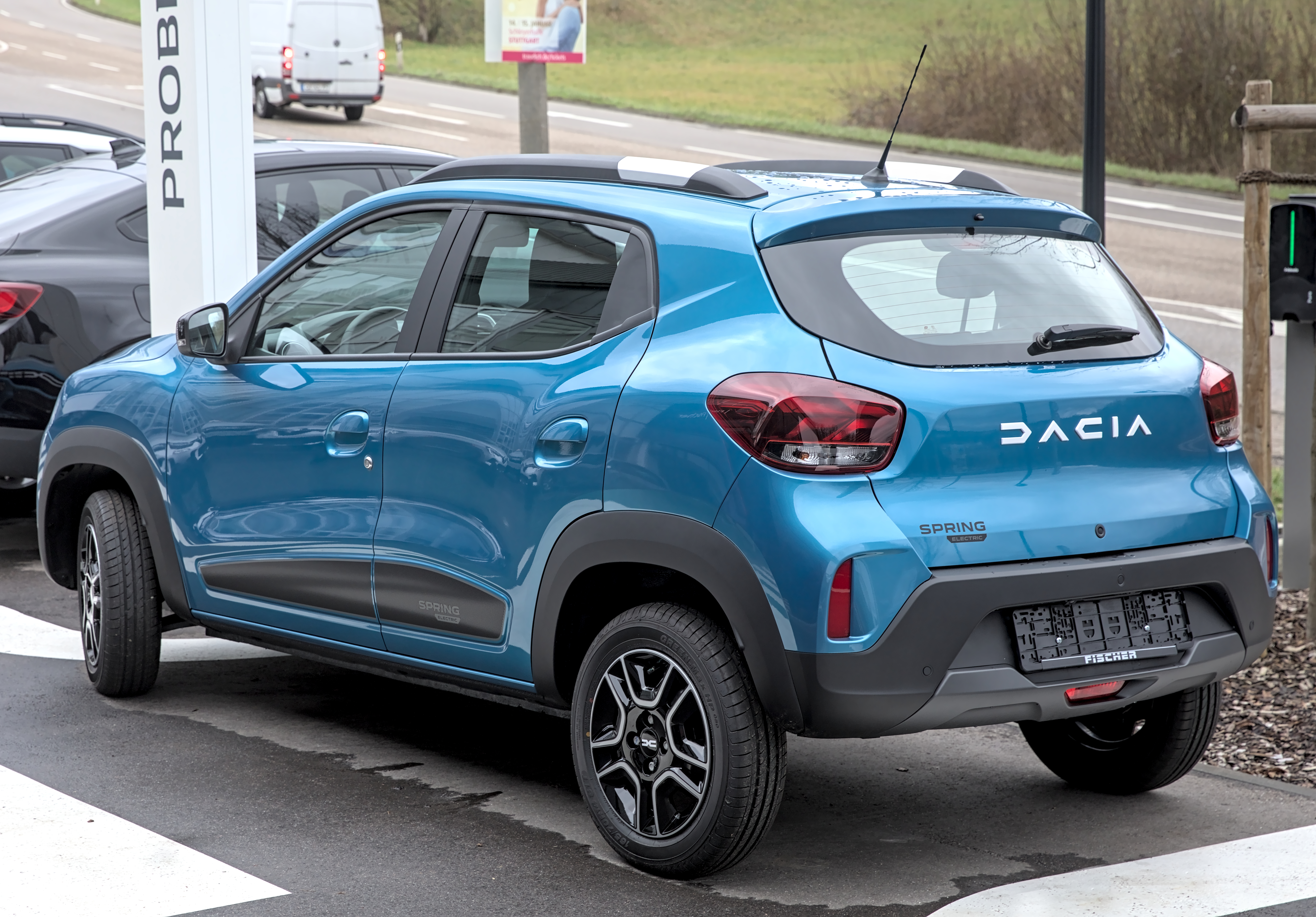
Partea din spate a Dacia Spring 2023
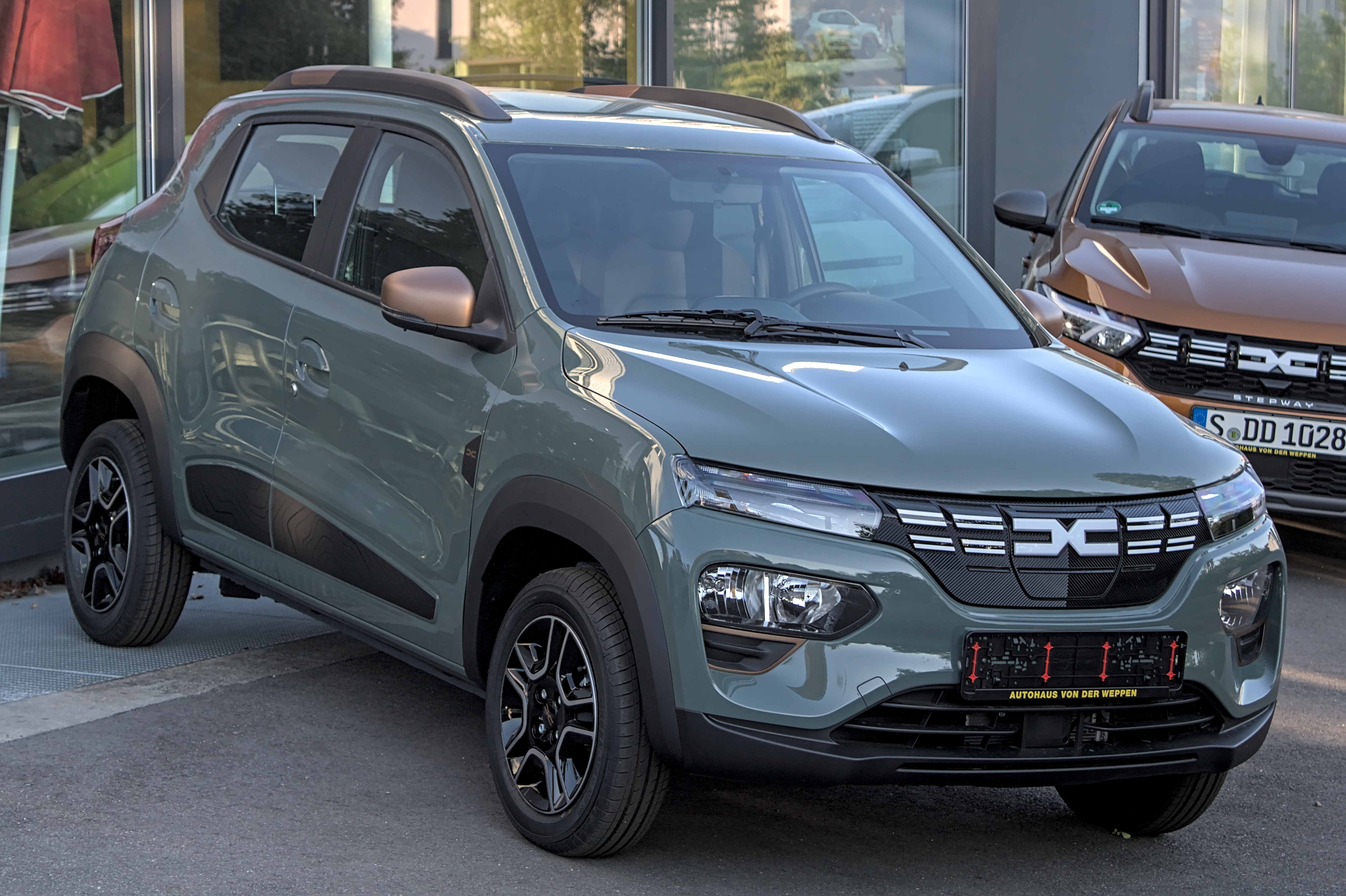
Partea din față a Dacia Spring Extreme 2023

## Dacia Spring Cargo
Dacia a lansat pe 8 decembrie 2020 o versiune comercială a primei lor mașini electrice românești, numită Dacia Spring Cargo.